# Società Sportiva Sulmona 1934-1935
Questa pagina raccoglie i dati riguardanti  la Società Sportiva Sulmona nelle competizioni ufficiali della stagione 1934-1935.

## Rosa
| N. |                   | Ruolo | Calciatore       |
| -- | ----------------- | ----- | ---------------- |
|    | Italia (bandiera) | A     | Giacomo Angelini |
|    | Italia (bandiera) | P     | Vasco Barsanti   |
|    | Italia (bandiera) | D     | Mario Bruno      |
|    | Italia (bandiera) | A     | Teresio Fortina  |
|    | Italia (bandiera) | C     | Umberto Galli    |
|    | Italia (bandiera) | D     | Fiore Lenzi      |

| N. |                   | Ruolo | Calciatore          |
| -- | ----------------- | ----- | ------------------- |
|    | Italia (bandiera) | C     | Angelo Lotto        |
|    | Italia (bandiera) | D     | Pier Franco Monacci |
|    | Italia (bandiera) | D     | Fausto Perazzini    |
|    | Italia (bandiera) | C     | Amedeo Santi        |
|    | Italia (bandiera) | A     | Moretti             |